# Hemmoor
Hemmoor es un municipio perteneciente al distrito de Cuxhaven, en el estado federado de Baja Sajonia al norte de Alemania. Tiene 45,08 km² y tuvo una población de 8.861 habitantes en 2015. El río Oste pasa por su frontera. Limita al nordeste con Osten, al norte con Oberndorf, al noroeste con Wingst, al oeste con Mittelstenahe, al suroeste con Lamstedt, al sureste con Hechthausen, al oeste con Großenwörden, en el distrito de Stade.